# Тванба, Виктор Киаминович
Виктор Киаминович Тванба — советский хозяйственный, государственный и политический деятель.

## Биография
Родился в 1920 году в селе Дурипш. Член КПСС с 1943 года.
С 1937 года — на хозяйственной, общественной и политической работе. В 1937—1986 гг. — заведующий сельским клубом, участник Великой Отечественной войны, колхозник, бригадир, председатель колхоза, председатель Дурипшского сельского Совета депутатов трудящихся Гудаутского района Абхазской АССР.
Избирался депутатом Верховного Совета СССР 9-го созыва.
Умер после 1985 года.